# Poljska vaterpolska reprezentacija
Poljska vaterpolska reprezentacija predstavlja državu Poljsku u športu vaterpolu.

## Nastupi na velikim natjecanjima

### Europska prvenstva
- 1958.: 9. mjesto
- 1962.: 11. mjesto
- 1989.: 13. mjesto
- 1991.: 12. mjesto